# 12512 Split
12512 Split este un asteroid din centura principală de asteroizi.

## Descriere
12512 Split este un asteroid din centura principală de asteroizi. A fost descoperit pe 21 aprilie 1998 la Višnjan de Korado Korlević și M. Dusić. Asteroidul prezintă o orbită caracterizată de o semiaxă mare de 2,27 ua, o excentricitate de 0,19 și o înclinație de 5,1° în raport cu ecliptica.